# Marathon van Eindhoven 2009
De Marathon van Eindhoven 2009 vond plaats op zondag 11 oktober 2009 en was de 26e editie van de marathon van Eindhoven.
Bij de mannen won de Keniaan Geoffrey Mutai in 2:07.01, die hiermee het parcoursrecord verbeterde. Bij de vrouwen zegevierde de Namibische Beata Naigambo in 2:31.01.
In totaal finishten er 1390 marathonlopers.

## Uitslagen

### Mannen
| rang   | naam                  | land | tijd    |
| ------ | --------------------- | ---- | ------- |
| Goud   | Geoffrey Mutai        | KEN  | 2:07.01 |
| Zilver | Philip Sanga          | KEN  | 2:08.07 |
| Brons  | Joseph Ngeny          | KEN  | 2:08.10 |
| 4      | Samson Barmao         | KEN  | 2:09.20 |
| 5      | Jonathan Kosgei       | KEN  | 2:09.22 |
| 6      | David Tarus           | KEN  | 2:09.24 |
| 7      | James Rotich          | KEN  | 2:09.33 |
| 8      | Josephat Kiprotich    | KEN  | 2:09.34 |
| 9      | Tsegaye Gebreselassie | ETH  | 2:09.44 |
| 10     | Jacob Kitur           | KEN  | 2:11.40 |
| 11     | David Njagi           | KEN  | 2:11.47 |
| 12     | Philip Kipkoech       | KEN  | 2:11.53 |
| 13     | Stanley Rono          | KEN  | 2:12.10 |
| 14     | Hillary Kipchumba     | KEN  | 2:13.51 |
| 15     | John Kirui            | KEN  | 2:14.02 |
| 16     | Hans Janssens         | BEL  | 2:15.26 |
| 17     | Julius Muriuki        | KEN  | 2:15.53 |
| 18     | David Ruto            | KEN  | 2:16.43 |
| 19     | Ben Kimwole           | KEN  | 2:16.46 |
| 20     | Artur Kozlowski       | POL  | 2:16.58 |
| 21     | Eric Gerome           | BEL  | 2:19.40 |
| 22     | Christopher Kipyego   | KEN  | 2:19.49 |
| 23     | Caleb Kipkemoi        | KEN  | 2:19.50 |
| 24     | Guy Fays              | BEL  | 2:20.59 |
| 25     | Stijn Fincioen        | BEL  | 2:24.15 |

### Vrouwen
| rang   | naam                      | land | tijd    |
| ------ | ------------------------- | ---- | ------- |
| Goud   | Beata Naigambo            | NAM  | 2:31.01 |
| Zilver | Lydia Kurgat              | KEN  | 2:31.26 |
| Brons  | Virginie Vandroogenbroeck | BEL  | 2:43.48 |
| 4      | Inge van Bergen           | NED  | 2:44.07 |
| 5      | Ingrid Prigge             | NED  | 2:44.19 |
| 6      | Mounia Aboulahcen         | BEL  | 2:44.40 |
| 7      | Veerle d'Haese            | BEL  | 2:48.20 |
| 8      | Ann Parmentier            | BEL  | 2:50.06 |
| 9      | Mechtild Panhuysen        | NED  | 2:57.47 |
| 10     | Patricia Delvael          | BEL  | 2:58.46 |
| 11     | Kathleen Steenhaut        | BEL  | 2:59.03 |
| 12     | Agnes Hijman              | NED  | 2:59.07 |
| 13     | Els van Hooydonck         | BEL  | 2:59.26 |

1959 ·
1960 ·
1982 ·
1984 ·
1986 ·
1988 ·
1990 ·
1991 ·
1992 ·
1993 ·
1994 ·
1995 ·
1996 ·
1997 ·
1998 ·
1999 ·
2000 ·
2001 ·
2002 ·
2003 ·
2004 ·
2005 ·
2006 ·
2007 ·
2008 ·
2009 ·
2010 ·
2011 ·
2012 ·
2013 ·
2014 ·
2015 ·
2016 ·
2017 ·
2018 ·
2019 ·
2020 ·
2021 ·
2022 ·
2023 ·
2024 ·
2025